# Талльвиц
Талльвиц (нем. Thallwitz) — община в Германии, в земле Саксония. Подчиняется административному округу Лейпциг. Входит в состав района Лейпциг.  Население составляет 3671 человек (на 31 декабря 2010 года). Занимает площадь 53,00 км².

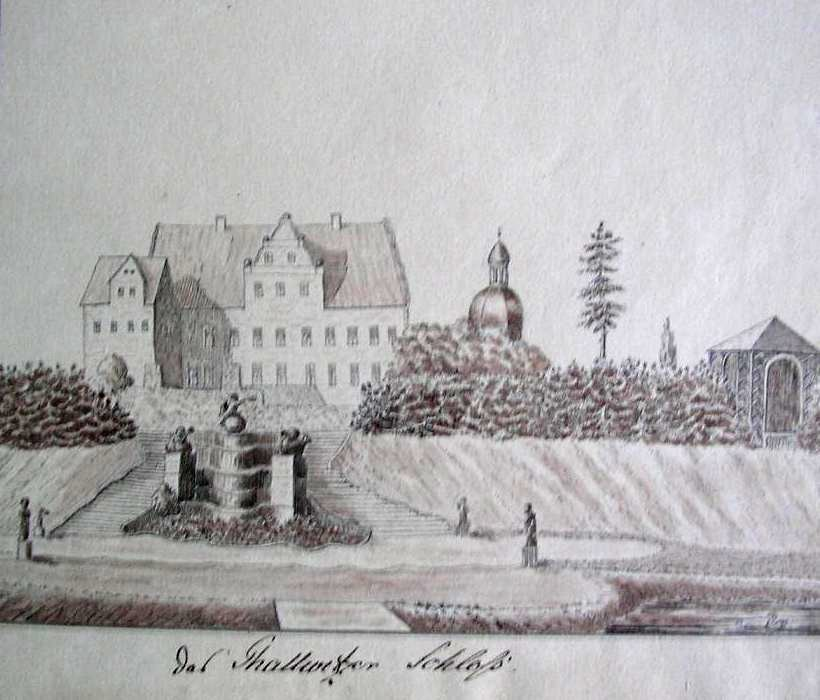
Schloss Thallwitz, 19.Jahrhundert

Коммуна подразделяется на 9 сельских округов.